# Nuż-Klucz
Nuż-Klucz (ros. Нуж-Ключ) – wieś (dieriewnia) w Rosji, w Republice Mari El, w rejonie morkińskim. W 2010 liczyła 389 mieszkańców.